# Невское (озеро, Приозерский район)
Невское (фин. Säppäänjärvi) — озеро на территории Севастьяновского сельского поселения Приозерского района Ленинградской области.

## Общие сведения
Площадь озера — 1,2 км², площадь водосборного бассейна — 219 км². Располагается на высоте 8,5 метров над уровнем моря.
Форма озера лопастная, продолговатая: вытянуто с северо-запада на юго-восток. Берега преимущественно заболоченные.
С северо-запада в озеро впадает река Севастьяновка.
Из озера вытекает река Новинка, впадающая в озеро Вуоксу.
Код объекта в государственном водном реестре — 01040300211102000012677.